# Makedonia (Zeitung)
Makedonia (griechisch Μακεδονία ‚Makedonien‘) ist eine in Thessaloniki erscheinende griechische Tageszeitung. 
Der Journalist und Geschäftsmann Ioannis Vellidis gründete die Zeitung im Jahre 1911. 